# کلوئه فاینمن
کلوئه فاینمن (به انگلیسی:Chloe Rose Fineman) (زاده ۲۰ ژوئیه ۱۹۸۸) بازیگر، نویسنده و کمدین آمریکایی است. فاینمن کار خود را با گروه Groundlings تریک آغاز کرد و در فصل چهارم و پنجم برنامه شنبه شب زنده برجسته و شناخته شد.
او در فیلم من نفرت‌انگیز ۴ گویندگی کرده است.